# ラームカムヘーン
ラームカムヘーン（Ram Khamhaeng、タイ語: พ่อขุนรามคำแหงมหาราช）はタイに存在したスコータイ王朝の3代君主。スコータイ王朝を地方の一ムアン（地方政権）から広大な領域を支配する大国に発展させた王であり、その業績からタイ史上最高の王（タイ三大王）の1人に数えられ、大王（マハーラート）の尊称で呼ばれる。
タイで2013年より新しく発行された20バーツ紙幣の裏面に肖像が使用されている。

## 生涯

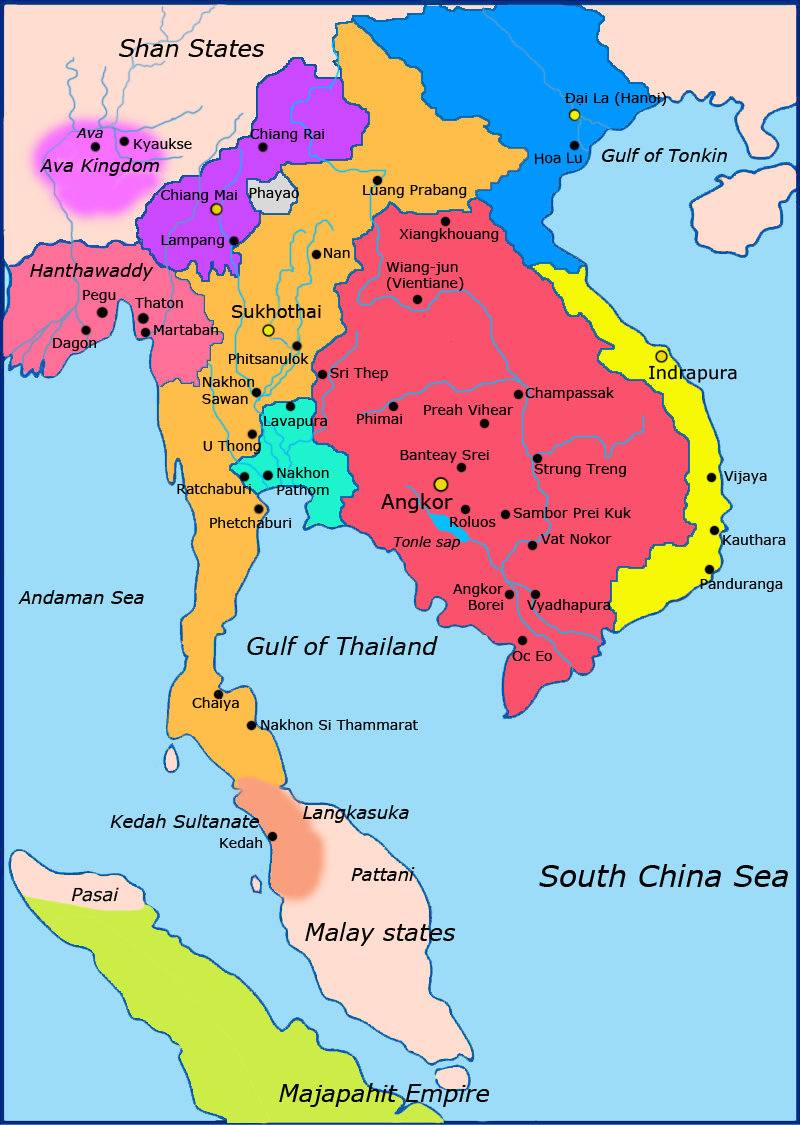
1300年の東南アジア各国の勢力図。橙色の部分がスコータイ王朝の勢力範囲にあたる

スコータイ王朝の建国者シー・インタラーティットの第三子として生まれる。
ラームカムヘーン大王碑文によれば、若い頃から武芸に達者であり、1250年代末に起きたタークの帰属を巡ってのチョート国との戦争には王子であった彼も従軍していた。この時、戦象を駆ってジョート国の王クン・サームチョンとの一騎討ちに勝利し、インタラーティットから戦功を称えられて「ラーマのような強者」を意味するラームカムヘーンの名を与えられた。兄バーンムアンの在位中は副王の地位に就き、シー・サッチャナーライに赴任していた。1279年頃にバーンムアンが没すると、ラームカムヘーンが王位に就いた。
ラームカムヘーンの事績を記録したラームカムヘーン大王碑文には、国民全体の生活に気を配り、国民は民族に関係なく利益を享受したことが記されている。スコータイ王朝では商売の自由が認められ、故人の財産は全て子に相続された。また、犯罪の被害を受けた国民は国王に直訴ができる機会が与えられており、国民の訴えに直接判決を下す国王の職務はチャクリー王朝が建国されるまで存続した。
碑文の中でラームカムヘーンは「ポークン（父）」と呼ばれ、彼の温情主義に基づいた施政は、ラーマ9世（プミポーン）やサリット・タナラットら後世のタイ国王や政治家にも影響を与えた。

## ラームカムヘーン大王碑文
「ラームカムヘーン大王碑文」の別名（通称）で知られる「スコータイ第一刻文」は、1292年に作成された、タイ語で記された最古の碑文である。碑文は1833年に即位前のラーマ4世（モンクット）によって発見、解読され、類似する碑文がラームカムヘーン大王碑文の発見に続いて発見され、スコータイ王朝の研究が進展した。ラームカムヘーンは1283年にクメール文字を元にしたタイ文字を考案したと考えられており、碑文にはラームカムヘーンの文字が使用されている。
スコータイは豊穣な土地を有する牧歌的な国家として記されており、現在のタイの社会と文化のルーツともいえるスコータイ王朝は、しばしば同時期にカンボジアに存在したクメール王朝や、後世に成立したアユタヤ王朝と対比される。
一般に碑文の史料性を高く評価されている一方で、碑文は19世紀に製作された後世の偽作とする説も出されている。

## 外交

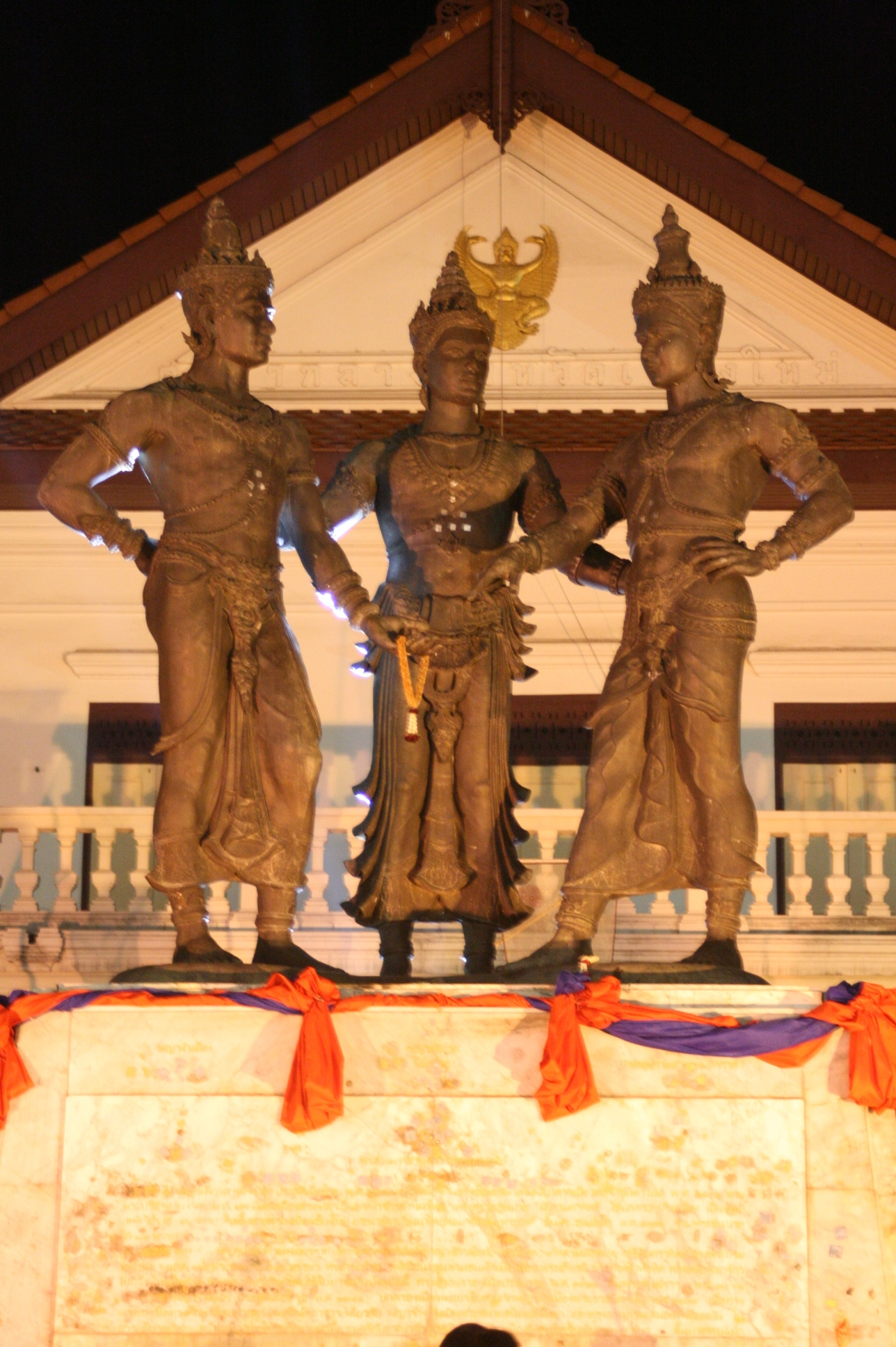
ラームカムヘーン（右）、マンラーイ（中央）、ガムムアン（左）の会盟

### 東南アジア方面
ラームカムヘーンは近隣諸国に対しては同盟を締結し、対立する国家を中立化させる方針を採った。1287年に北方のラーンナー王朝のマンラーイ王やパヤオ王国のガムムアン王と同盟を結んで北方の安全を固め、クメール王朝からの攻撃、パガン王朝に侵入した元朝からの攻撃に備えた。また、かつてスコータイの軍人だったワーレルー（マガドゥー）がペグー王朝を建国すると、ラームカムヘーンはワーレルーを支援し、ワーレルーの側もスコータイに臣従を誓い、スコータイの西側では安全が保たれた。
ラームカムヘーンの在位中、スコータイ王朝の支配範囲は以下の地域に及んだ。
- 北：プレー、ナーン、ルアンプラバン[4]
- 南：カムペーンペット、ナコーンサワン、スパンブリー、ペッブリー、ナコーンシータンマラート[4]
- 東：ピサヌローク、ロムカオ（英語版）、ヴィエンチャン[4]
- 西：メーソート、ペグー、テナセリム、マルタバン[4][15]

しかし、これらのスコータイから離れた地域では、王朝の支配権が完全に承認されていたわけではなかった。ナーン、ルアンプラバン、ヴィエンチャン、ナコーンシータンマラートは非タイ人の領主によって統治され、彼らは貢納と兵士の提供と引き換えに、領内での自治を認められていた。
スコータイと外部の小規模なムアン（地方政権）の間には、スコータイへの貢物、労働力と軍事力の提供と引き換えに小ムアンはスコータイから保護を受ける関係が、ラームカムヘーンの指導力と人望のもとに成立していた。ラームカムヘーンはスコータイの支配範囲全てを直接統治していたのではなく、小ムアンの支配者を通しての間接統治も行っていたのである。ムアンの領主のうち、スコータイに忠誠を誓っていたのは一部に過ぎず、中央部から外部に向かうほど王の権威は弱くなっていった。中央から周辺部に向かうほど支配者の権威が弱くなる国家の形態はスコータイ以外の東南アジア諸王国にも見られ、こうした形態の国家は「マンダラ国家」と呼ばれている。
マンダラ国家の特徴の一つに、国王の素質によって支配領域が拡大または縮小することが挙げられる。ラームカムヘーンの没後、スコータイ従属下のムアンは別の強力なムアンを頼って次々と独立していき、スコータイの勢力は縮小していった。

### 元朝
ラームカムヘーンの治世に、スコータイと元朝との間に外交関係が築かれた。1282年に元の使者・何子志がスコータイに来朝し、1292年に初めてスコータイからの使節団が返礼として元を訪問した。ラームカムヘーンの在位前後には、1294年、1297年、1300年の3度にわたって元に使節が派遣された。1297年の使節団には王子ルータイが団長として加わっており、ルータイは元の皇帝成宗から衣服を賜った。1300年に派遣された使節団は中国から多数の陶工（タイの華人も参照）を連れ帰り、スコータイ、スワンカロークでは、中国の技術によって改良を施された陶器（宋胡禄焼き）の製造が開始された。宋胡禄焼きはインドネシアやフィリピンに輸出され、日本には安土桃山時代にもたらされた。

## 上座部仏教の受容
ラームカムヘーンが王位にあった13世紀末には、タイ、ビルマ、カンボジアの仏僧たちの中には、上座部仏教の中心地であるセイロン島に渡って教義を学習する動きがあった。ラームカムヘーンはマレー半島を行幸したとき、ナコーンシータンマラートでセイロン島から帰国した僧侶の説法で上座部仏教の教義に触れ、これを信仰するようになった。国の保護を受けたナコーンシータンマラートの僧侶たちは各地で布教活動を行い、またセイロン島との間で使節団との交流がなされた。このときセイロンの使節団から、スコータイにシヒン仏が贈呈された。
ラームカムヘーンは民衆に仏教の教えを説くことともに、自身も寄進を行い、僧侶たちの説法にも耳を傾けた。こうした仏教の保護事業には王権を強化する意図もあり、ラームカムヘーンが実施した国王による仏教の保護事業は、スコータイ以後のタイの諸王朝にも引き継がれた。